# Бази постачальницькі і збутові
Ба́зи постача́льницькі і збутові́, госпрозрахункові організації на самостійному балансі або балансі контор (управлінь), що входять в систему органів матеріально-технічного постачання народного господарства СРСР (Держзбуту СРСР). 
Здійснюють складське постачання підприємств, будівництв, установ і організацій продукцією виробничого призначення. 
Через них реалізується близько 20% її обсягу. 
Бази забезпечують підприємства в плановому порядку продукцією в необхідному асортименті (існують бази універсальні і спеціалізовані — хімічні, металлобази і ін.), для чого вони завозять на свої склади куплені ними у промислових і сільськогосподарських підприємств різні види продукції, сортують і комплектують вантажі для доставки споживачам. Це дозволяє підприємствам-споживачам комплексно забезпечуватися продукцією, що поступає від декількох постачальників; знижуються їх витрати на будівництво власних складів, скорочуються необхідні запаси ресурсів і потреба в оборотних коштах; підприємства-постачальники знижують витрати на оформлення замовлень, відсортування і відправку невеликих партій продукції багатьом споживачам.